# Vera Viczian
Vera Viczian (ur. 28 września 1972 w Budapeszcie) – węgierska biegaczka narciarska, uczestniczka Igrzysk Olimpijskich w 2002, 2006 i 2010 roku.

## Zimowe Igrzyska Olimpijskie 2010
| Zawodnik     | Konkurencja   | Czas    | Miejsce |
| ------------ | ------------- | ------- | ------- |
| Vera Viczian | Bieg na 10 km | 33:45.8 | 74.     |